# Dominicas de la Esperanza
La Congregación de Hermanas Dominicas de la Esperanza (oficialmente en inglés: Congregatio of the Dominican Sisters of Hope) es un instituto religioso católico femenino, de vida apostólica y de derecho pontificio, fundado en 1995 con la unión de tres congregaciones dominicas de origen estadounidense. A las religiosas de este instituto se les conoce como Dominicas de la Esperanza.

## Historia
El instituto nace a partir de la unión de tres congregaciones estadounidenses de hermanas dominicas el 20 de julio de 1995, con la aprobación del papa Juan Pablo II:
- Congregación del Santo Rosario de Newburgh: fundada en 1869 por la religiosa dominica Augustine Neuhierl. El instituto fue aprobado por el papa Pío XII el 25 de junio de 1951.[3]
- Congregación de Santa Catalina de Siena de Fall River: fundada por la religiosa Mary Bertrand Sheridan, de la Congregación de Kentucky, en 1891.[4]
- Congregación de la Inmaculada Concepción de Ossining: fundada por Mary Walsh en 1910.[5]

## Organización
La Congregación de Hermanas Dominicas de la Esperanza es un instituto religioso de derecho pontificio y centralizado, cuyo gobierno es ejercido por una priora general. La sede central se encuentra en Ossining (Estados Unidos).
Las dominicas de la Esperanza se dedican a la educación e instrucción cristiana de la juventud, a la atención de los enfermos y a otras actividades sociales. Estas religiosas forman parte de la familia dominica. En 2017, el instituto contaba con 165 religiosas y 5 comunidades, presentes en Estados Unidos y Puerto Rico.